# Gary McKinnon

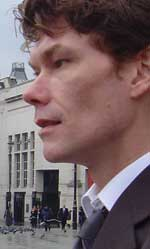
Gary McKinnon (2006)

Gary McKinnon (Glasgow, 10 februari 1966) is een Schotse systeembeheerder en computerhacker. Hij wordt beschuldigd van de grootste militaire computerkraak in de Amerikaanse geschiedenis.

## Biografie

### Daden
McKinnon schreef een computerprogramma waarmee hij zocht naar onbeveiligde computers. Hij maakte hierbij gebruik van een netwerkscanner en een perl-script en kon zo snel speuren naar computers zonder wachtwoord. In acht minuten tijd scande hij 65.000 computers op 'beveiligingslekken'. Als hij toegang kreeg tot een machine, installeerde hij het commerciële softwarepakket RemotelyAnywhere. Op afstand verleende hij zich dan toegang tot de getroffen computer en werd het door hem gebruikte programma niet als virus of spyware opgemerkt door een antivirusprogramma.
Solo zoals de naam luidt waaronder hij opereerde, raakte volkomen geobsedeerd door zijn acties. Hij raakte werkloos, verloor zijn vriendin en zat maanden in zijn ochtendjas achter de pc. Dagelijks doorzocht hij tienduizenden computers. Naar eigen zeggen kwam hij tijdens zijn tochten veel andere hackers tegen. Hij zou bewijzen hebben voor buitenaardse contacten van de Verenigde Staten. Hij werd echter overmoedig en liet berichten achter op computers, zoals "jullie beveiliging is echt waardeloos".
Doordat hij bij het downloaden van de trialversie van RemotelyAnywhere gebruik had gemaakt van een echt e-mailadres werd hij ontdekt.

### Reden
Hij was naar eigen zeggen niet uit op sabotage. Hij beweert de Amerikaanse overheidscomputers te hebben doorzocht om bewijs te vinden van ufo's, antizwaartekracht en 'gratis' energie. Hij zegt dit bewijs ook daadwerkelijk gevonden te hebben. Volgens hem runnen de VS een geheim ruimtevaartprogramma en zouden zij over een geheim ruimteschip beschikken dat door "niet-aardse officieren" wordt bemand. Ook zouden de Verenigde Staten beschikken over antizwaartekracht-apparaten.

### Schade
Volgens de Amerikaanse aanklagers drong hij in de periode februari 2001 en maart 2002 binnen in 97 'top secret' computers van het Amerikaanse leger en de NASA. Hij stal 950 wachtwoorden en om zijn sporen te wissen verwijderde hij 1300 accounts. Zijn acties in 2001 en 2002 ontregelde onder andere het e-mailverkeer bij de Amerikaanse marine voor een maand. Door zijn toedoen waren ook meer dan tweeduizend computers een etmaal lang platgelegd. Kort na 11 september 2001 legde hij ook een aantal systemen plat die pas een maand later operationeel waren. Volgens de Amerikaanse aanklager hadden zijn daden een schade van 700.000 dollar tot gevolg. Hij loopt hiermee achter op Kevin Mitnick, die een schadepost van 300 miljoen veroorzaakte.

### Aanklacht en uitlevering
In juni 2005 werd hij in Londen opgepakt maar werd in Engeland nooit aangeklaagd. Hij gaf toe dat hij al enkele jaren in de computers rondkeek waardoor hij het risico liep de rest van zijn leven in de gevangenis te zitten. Hij werd kort hierna weer vrijgelaten maar mocht sinds de aanklacht van de Verenigde Staten geen gebruik meer maken van internet.
Jarenlang vocht hij met zijn advocaat tegen zijn uitlevering aan de Verenigde Staten. Eind 2009 besloot de Hoge Raad in Londen dat hij uitgeleverd mag worden. McKinnon is gediagnosticeerd met het syndroom van Asperger, een vorm van autisme. Volgens de raad was dit geen reden om tegen uitlevering te zijn. Zijn advocaten gingen hiertegen in hoger beroep. Kort hierna stelde de Britse minister van Binnenlandse Zaken dat er een nieuw onderzoek moest komen naar de psychische gesteldheid van McKinnon. Een team van advocaten zou zich moeten buigen over de rapporten van psychiaters en advies uitbrengen of de geplande uitlevering verantwoord is.
Uit recent onderzoek blijkt dat er geen fouten zijn gemaakt bij de beoordeling of de hacker mag worden uitgeleverd of niet. Volgens zijn advocaten zou het uitleveren in strijd zijn met de mensenrechten. De procureur-generaal Dominic Grieve liet weten dat het onderzoek naar de besluitvorming eigenlijk alleen maar richtlijnen bevat en dat de Britse Overheid nu overweegt om Britse rechters meer mogelijkheden te geven waardoor uitlevering voorkomen kan worden. Op 16 oktober 2012 liet de Britse regering weten dat McKinnon definitief niet zal worden uitgeleverd aan de Verenigde Staten.